# Valencia CF Femenino
Valencia CF Femenino, tidligere kendt som AD DSV Colegio Alemán, er en spansk fodboldklub for kvinder fra Valencia.